# Pierre Claverie
Pierre Claverie (Algiers, 8 mei 1938 - Oran, 1 augustus 1996) was een Algerijns bisschop.
Claverie werd in de Algierse wijk Bab El-Oued geboren in een familie die sinds vier generaties in Algerije woonde. In 1958 trad hij in bij de dominicanen, in 1965 werd hij tot priester gewijd. In 1981 werd hij benoemd tot bisschop van Oran, als opvolger van Mgr Teissier. Op 1 augustus 1996 werd hij samen met zijn chauffeur Mohamed Bouchikhi iets voor middernacht met een bom vermoord bij de ingang van hun woonst. Zeven personen werden hiervoor op 23 maart 1998 ter dood veroordeeld omwille van hun betrokkenheid bij de bomaanslag. De Algerijnse Kerk heeft gevraagd of de ter dood veroordeling zou kunnen omgezet worden naar gevangenschap.

## Oeuvre
- Lettres et messages d'Algérie, Parijs: Khartala, 1996, 292 p.
- Petit traité de la rencontre et du dialogue, Parijs: Editions du Cerf, 2004, 176 p.
- Donner sa vie, six jours de retraite sur l’Eucharistie, Editions du Cerf, 2004, 120 p.
- Je ne savais pas mon nom, Mémoires d'un religieux anonyme, Editions du Cerf, 2006, 184 p.
- Il est tout de même permis d'être heureux, Lettres familiales 1967-1969, Editions du Cerf, 2003, 688 p.
- Cette contradiction continuellement vécue, Lettres familiales 1969-1975, Editions du Cerf, 2007, 800 p.
- Humanité plurielle, Éditions du Cerf, 2008, 333 p. - een selectie uit zijn artikelen

## Biografie
- Jean-Jacques Pérennès o.p., Pierre Claverie, un Algérien par alliance, Editions du Cerf, 2000; Coll. "L'histoire à vif", 390 p., met een voorwoord van Timothy Radcliffe - vertaald als A Life Poured Out. Pierre Claverie of Algeria (Orbis Books, 2007).
- Enrico Ferri (ed.), Ricordi di Pierre Claverie, Napels: CUEN, 2000.